# 그레그 모리스

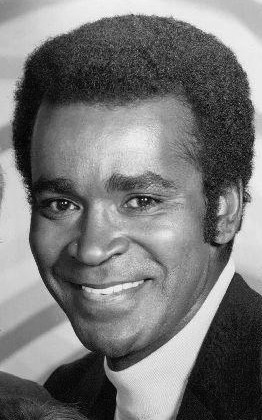

그레그 모리스(Greg Morris, 1933년 9월 27일 ~ 1996년 8월 27일)는 미국의 텔레비전 배우, 영화배우이다.
클리블랜드에서 태어났다.

## 영화
- 패티 햄버거 (2003년)
- 돌아온 제5전선 (1988년)
- 뿌리 - 그 다음 세대 (1979년)
- 꿈꾸는 낙원 (1978년)
- 베가스 (1978년)
- 샌포드 앤 선 (1972년)
- 제5전선 (1966년)
- 벤 케이시 (1961년)